# أوياشيو
فئة أوياشيو عبارة عن سلسلة من الغواصات اليابانية الهجومية العاملة بالديزل والكهرباء التي تديرها قوة الدفاع الذاتي البحرية اليابانية . دخلت الغواصات الخدمة في أواخر التسعينيات.

## قوارب
يوجد ما مجموعه 11 غواصة في هذه الفئة- تم تشغيل آخر غواصة في عام 2008.
في 1 فبراير 2018 ، كشف مكتب الأركان البحرية بوزارة الدفاع أن سبعة من الغواصات من طراز أوياشيو التي يبلغ طولها 82 مترًا والتي يبلغ إزاحتها السطحية 2800 طن - قد أكملت بالفعل أعمال تمديد البقاء في الخدمة حتى الآن. تلقت الغواصات السبعة عمليات تجديد مكثفة خلال دورتي الصيانة الثانية والثالثة، والتي تم التخطيط لها لرفع السفن إلى "نفس المستوى تقريبًا من طراز أحدث طراز من غواصة سوريو. 

## روابط خارجية
- دخول فئة Oyashio في GlobalSecurity